# ブラック–ダーマン–トイ・モデル
| ブラック–ダーマン–トイ・モデルの下でのショートレートツリー: 0. 上昇するリスク中立確率を p=50% とする。 1. スポットレートの入力について、以下を繰り返す: - 現在の時間ステップ i において一番上にあるノードを調整する。 - この時間ステップにおける他の全てのノードを見つける。ここでは、問題となっているノード rd はすぐ上のノード ru と 0.5×ln(ru/rd) = σi×√Δt という式を通してつながっている（このノードの取り方は p = 50% と整合的であり、Δt は時間ステップの長さ（インターバルの長さ）を表している）。 - 時間ステップ i からツリーの最初のノード i = 0 の時間ステップまで、各ノードにおける利子率を用いてツリーを通し、再帰的に割り引く。つまり"バックワードインダクション"である。 - ツリーの最初のノードにおけるリスク中立確率の下での割引期待価値が所与のスポットレートに対応する（満期 iΔt の）ゼロクーポン債の実際の価格と一致するまで繰り返す。 - i - 1 本の 0.5×ln(ru/rd) = σi×√Δt という式とリスク中立確率の下での割引期待価値を現実のゼロクーポン債価格と一致させる1本の式の計 i 本の式を解くことから時間ステップ i における各ノードのショートレートを計算できる。 2. 一度解ければ、既知のショートレートを覚えておき、次の時間ステップに進む。これらの作業を入力されたイールドカーブ全体と対応するようにツリーが拡大するまで繰り返す。 |

ブラック–ダーマン–トイ・モデル（英: Black–Derman–Toy model, BDT）とは、数理ファイナンスにおいて、債券オプション、スワップション、もしくは他の金利デリバティブの価格付けに用いられるポピュラーなショートレートモデルの一つである。ブラック–ダーマン–トイ・モデルは1ファクターモデルである。つまり、単一の確率的ファクター、ショートレートが全ての利子率の将来の変動を決定する。利子率の平均回帰的性向と対数正規分布を組み合わせた最初のモデルであり、今日でも広く使われている。
ブラック–ダーマン–トイ・モデルはフィッシャー・ブラック、エマニュエル・ダーマン、ウィリアム・トイ（ビル・トイ）によって導入された。さらに、1980年代にゴールドマン・サックスの社内で発展し、1990年に Financial Analysts Journal で発表された。ブラック–ダーマン–トイ・モデルの発展についての自伝はエマニュエル・ダーマンのメモワール "My Life as A Quant: Reflections on Physics and Finance"  に記されている。
ブラック–ダーマン–トイ・モデルの下で、二項価格評価モデルを用いることにより、利子率の現在の期間構造（イールドカーブ）と金利キャップのボラティリティ構造（それぞれのキャプレットについてのブラック・モデルにおける価格によるインプライド・ボラティリティ）に合うようにモデルのパラメーターをカリブレーションすることができる。キャリブレートされた格子を用いることでより複雑な利子率に反応する証券や金利デリバティブのバリュエーションが可能になる。
最初は格子価格モデルとしてブラック–ダーマン–トイ・モデルは発展したが、以下の連続確率微分方程式に従うことが示されている。
{\displaystyle d\ln(r)=[\theta _{t}+{\frac {\sigma '_{t}}{\sigma _{t}}}\ln(r)]dt+\sigma _{t}\,dW_{t}}
ここで、
{\displaystyle r\,} = 時点 t における瞬間的なショートレート、
{\displaystyle \theta _{t}\,} = 原資産の行使時点での価値、
{\displaystyle \sigma _{t}\,} = 瞬間的なショートレートのボラティリティ、
{\displaystyle W_{t}\,} = リスク中立測度の下での標準ブラウン運動。ここで {\displaystyle dW_{t}\,} はその微分形式である。
ショートレートのボラティリティが定数（時間について独立）ならば（定数のボラティリティを {\displaystyle \sigma \,} と表す）、ブラック–ダーマン–トイ・モデルは以下のようになる。
{\displaystyle d\ln(r)=\theta _{t}\,dt+\sigma \,dW_{t}}
ブラック–ダーマン–トイ・モデルが一般的であり続けている一つの理由が、"標準的な"求根アルゴリズム - 例えばニュートン法（セカント法）もしくは二分法 - をキャリブレーションに非常に簡単に適用できるからである。繰り返すが、ブラック–ダーマン–トイ・モデルは元々アルゴリズムとして表現されたものであり、確率解析やマルチンゲールなどは使われていない。